# Ricardo Bartis
Ricardo Bartis (Buenos Aires; 15 de octubre de 1949) es un actor de cine y teatro, director teatral, docente y dramaturgo argentino. Entre otros premios recibió el Premio Konex 2001 al Director de Teatro.
Actuó en decenas de películas y obras de teatro, poco a poco se fue alejando de la actuación para dirigir y formar actores de la talla de Soledad Villamil,  Luis Machín, Alejandro Catalán, y otros. 
En 1986 crea en Buenos Aires el Sportivo Teatral, un espacio en donde forma directores y actores y además sirve como teatro en donde se pone en escena cientos de obras en los más de 30 años de existencia. 
Adaptó, escribió y dirigió obras teatrales en donde se destacan "Telarañas", de Eduardo Pavlovsky; La última cinta magnética, de Samuel Beckett; Muñeca, de Armando Discépolo; 
Recibió numerosos premios: El Podestá en 1994, Pepino 88 en 1998, el Trinidad Guevara, el María Guerrero, el Florencio Sánchez, el ACE en el 2000 y Clarín en 2005 al Mejor Director.
Sus obras fueron puestas en festivales internacionales de teatro. 
Fue director del Teatro Municipal General San Martín, de Buenos Aires.